# Чалков, Василий Поликарпович
Василий Поликарпович Чалков (1930—2013) — машинист экскаватора Южного разреза комбината «Востсибуголь» министерства угольной промышленности СССР. Герой Социалистического Труда (1971).

## Биография
Родился 16 января 1930 года в селе Никольское, Куяганского района Алтайского края в горняцкой семье. 
С 1943 года в период Великой Отечественной войны, в возрасте тринадцати лет, начал свою трудовую деятельность старателем на прииске в Забайкальском крае. С 1948 года вместе со своей семьёй переехал в город Черемхово Иркутской области. С 1950 по 1953 годы проходил действительную военную службу в рядах Советской армии. 
С 1956 года после окончания Черёмуховской горномеханической школы начал работать в должности помощника машиниста экскаватора, с 1957 года после получения соответствующей квалификации начал работать — машинистом экскаватора, с 1963 года — машинистом тяжёлого экскаватора Южного разреза комбината «Востсибуголь» Министерства угольной промышленности СССР. В 1967 году закончил заочное отделение Черемховского горного техникума получив специализацию — горного электромеханика.
30 марта 1971 года  Указом Президиума Верховного Совета СССР «за выдающиеся успехи, достигнутые выполнении заданий пятилетнего плана по развитию угольной промышленности»  Василий Поликарпович Чалков был удостоен звания Героя Социалистического Труда с вручением Ордена Ленина и золотой медали «Серп и Молот».
С 1974 года начал работать в должности начальника угольного участка на Южном разрезе комбината «Востсибуголь» Министерства угольной промышленности СССР. 
С 1980 по 1982 годы по договору между СССР и МНР находился в заграничной командировке в Монгольской Народной Республике и работал в должности начальника участка, занимался строительством Баганурского разреза. С 1982 по 1997 годы работал в должности начальника участка по демонтажу и ремонту горного оборудования разреза «Южный» комбината «Востсибуголь» Министерства угольной промышленности СССР. 
Помимо основной деятельности занимался и общественно-политической работой: в 1971 году избирался делегатом XXIV съезда КПСС, был и членом Иркутского областного комитета КПСС. 
Скончался 6 января 2013 года в г. Черемхово (Иркутская область). 

## Награды
- Медаль «Серп и Молот» (30.03.1971)
- Орден Ленина (30.03.1971)
- Полный кавалер знака «Шахтерская слава»

### Звание
- Почётный гражданин города Черемхово (27.01.2000[2])